# Желтянников, Владимир Иванович
Владимир Иванович Желтянников (30 июля 1955, Днепропетровск — 3 ноября 2020, Санкт-Петербург) — российский судья, председатель Тринадцатого арбитражного апелляционного суда.

## Биография
Родился 30 июля 1955 года в Днепропетровске.
В 1975 году окончил Криворожское училище гражданской авиации.
1975—1984 — авиатехник по радиооборудованию самолетов в Ленинградском объединенном авиаотряде.
В 1984 году окончил юридический факультет Ленинградского государственного университета.
1984—1990 — следователь, старший следователь Ленинградской городской прокуратуры. С 1990 года — арбитр, заместитель Главного государственного арбитра, исполняющий обязанности Главного государственного арбитра Государственного арбитража Ленинграда и области.
В 1992 году избран пожизненно судьёй арбитражного суда.
1992—2004 — председатель арбитражного суда Санкт-Петербурга и Ленинградской области.
В 2004 году Указом Президента РФ от 25 сентября 2004 года № 1235 «О назначении судей арбитражных судов» назначен председателем Тринадцатого арбитражного апелляционного суда.
Являлся действительным членом правления Ассоциации юристов Санкт-Петербурга.
Был председателем ГАК юридического факультета СПбГУ.
Был женат, имел дочь.